# Bellatrix
Bellatrix även betecknad Gamma Orionis (γ Orionis, förkortat Gamma Ori, γ Ori), som är stjärnans Bayerbeteckning är den tredje ljusstarkaste stjärnan i stjärnbilden Orion med en genomsnittlig skenbar magnitud på 1,64 och den tjugoandra ljusstarkaste stjärnan på natthimlen. Baserat på parallaxmätning inom Hipparcosuppdraget på ca 12,9 mas, beräknas den befinna sig på ett avstånd på ca 250 ljusår (ca 77 parsek) från solen.

## Nomenklatur
Stjärnans namn kommer från det latinska ordet bellatrix [be'la:triks], som betyder "krigarinna". Stjärnan är också känd som Amazonstjärnan. Det uppträdde först i verk av Abu Ma'shar al-Balkhi och Johannes Hispalensis, där det ursprungligen hänvisade till Capella, men överfördes till Gamma Orionis av Wienskolans astronomer på 1400-talet och förekom i samtida avskrifter av Alfonsine tables.
År 2016 organiserade Internationella astronomiska unionen en arbetsgrupp för stjärnnamn (WGSN) med uppgift att katalogisera och standardisera riktiga namn för stjärnor. WGSN:s första bulletin av juli 2016 innehåller en tabell över de första två satserna av namn som fastställts av WGSN där namnet Bellatrix ingår för denna stjärna. Det är nu så inskrivet i IAU:s Catalog of Star Names.

## Egenskaper
Bellatrix är en blå jätte av spektralklass B2 III, där B talar om att den tillhör den näst hetaste spektralklassen och 2 säger att den hör hemma i den tredje hetaste nivån inom spektralklass B. Den har en massa som är ca 9 gånger större än solens massa, en radie som är ca 6 gånger större än solens och utsänder från dess fotosfär ca 9 200 gånger mera energi än solen vid en effektiv temperatur av ca 22 000 K.
Bellatrix har föreslagits ingå i Orion OB1-föreningen av stjärnor, som delar en gemensam rörelse genom rymden, tillsammans med "Orions Bälte"-stjärnorna Zeta Orionis (Alnitak), Epsilon Orionis (Alnilam) och Delta Orionis (Mintaka). Detta anses emellertid inte längre vara fallet, eftersom det nu är känt att Bellatrix befinner sig mycket närmare oss än resten av gruppen. Den har ingen känd följeslagare, och en sökning år 2011 efter närstående följeslagare misslyckades att hitta några objekt som delar dess rörelse genom rymden med Bellatrix. Tre närliggande kandidater har alla befunnits vara bakgrundsstjärnor.